# KB Juschnoje

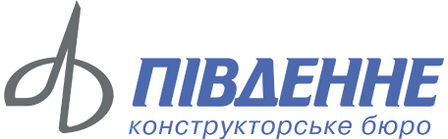
Logo Ukrainisch

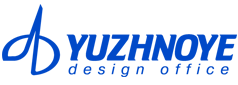
Logo transkribiertes Russisch

KB Juschnoje (russisch Констру́кторское бюро́ «Ю́жное»;  englisch Yuzhnoye SDO) bzw. KB Piwdenne (ukrainisch Державне конструкторське бюро «Південне» ім. М. К. Янгеля) ist ein ukrainischer Entwickler von Raketen und Raumfahrzeugen. Das Konstruktionsbüro hat seinen Sitz in Dnipro und war in der Sowjetunion mitverantwortlich für die Konstruktion interkontinentaler ballistischer Raketen (ICBMs). Die Bezeichnung des Experimental-Konstruktionsbüros (OKB) war OKB-586 und wurde von Michail Kusmitsch Jangel gegründet, der es als Generalkonstrukteur bis zu seinem Tode 1971 leitete. Ihm folgten als Generalkonstrukteure  Wladimir Fjodorowitsch Utkin (1971–1991), Stanislaw Nikolajewitsch Konjuchow (1991–2010) und Alexander Wiktorowisch Degtjarjow (2010–2016).
Das Büro arbeitet mit dem Hersteller Juschmasch zusammen, der ebenfalls in Dnipro angesiedelt ist. Juschmasch ist der Hauptauftragnehmer für die von KB Juschnoje entwickelten Produkte.

## Produkte
- R-2 NATO-Codename SS-2
- R-5 NATO-Codename SS-3
- R-14 NATO-Codename SS-5 Skean
- R-16 NATO-Codename SS-7 „Saddler“
- RT-20P NATO-Codename SS-15 Scrooge bzw. SS-X-15
- RT-23 NATO-Codename SS-24 Scalpel
- R-26 durch eine Verwechslung mit der R-9 erhielt sie den NATO-Codenamen SS-8 Sasin
- R-36 NATO-Codename SS-9 „Scarp“/SS-18 „Satan“ und darauf aufbauende Designs
  - Dnepr-Rakete
  - Zyklon-Rakete
- Zenit-Rakete, darauf aufbauend
  - Erststufe der Antares-Rakete
- MR-UR-100 „Sotka“ NATO-Codename SS-17 „Spanker“

Laut Angaben des Autors René Heilig der Zeitung „Neues Deutschland“ soll das Büro an der Produktion der russischen Interkontinentalrakete Topol-M und der U-Boot-Rakete Bulawa beteiligt gewesen sein. Das Kooperationsende mit Russland wegen des Krieges in der Ukraine seit 2014 soll für die Ukraine einen Verlust von rund 1000 Arbeitsplätzen und zwei Milliarden Dollar jährlich bedeuten.